# Kissonerga-Mosphilia

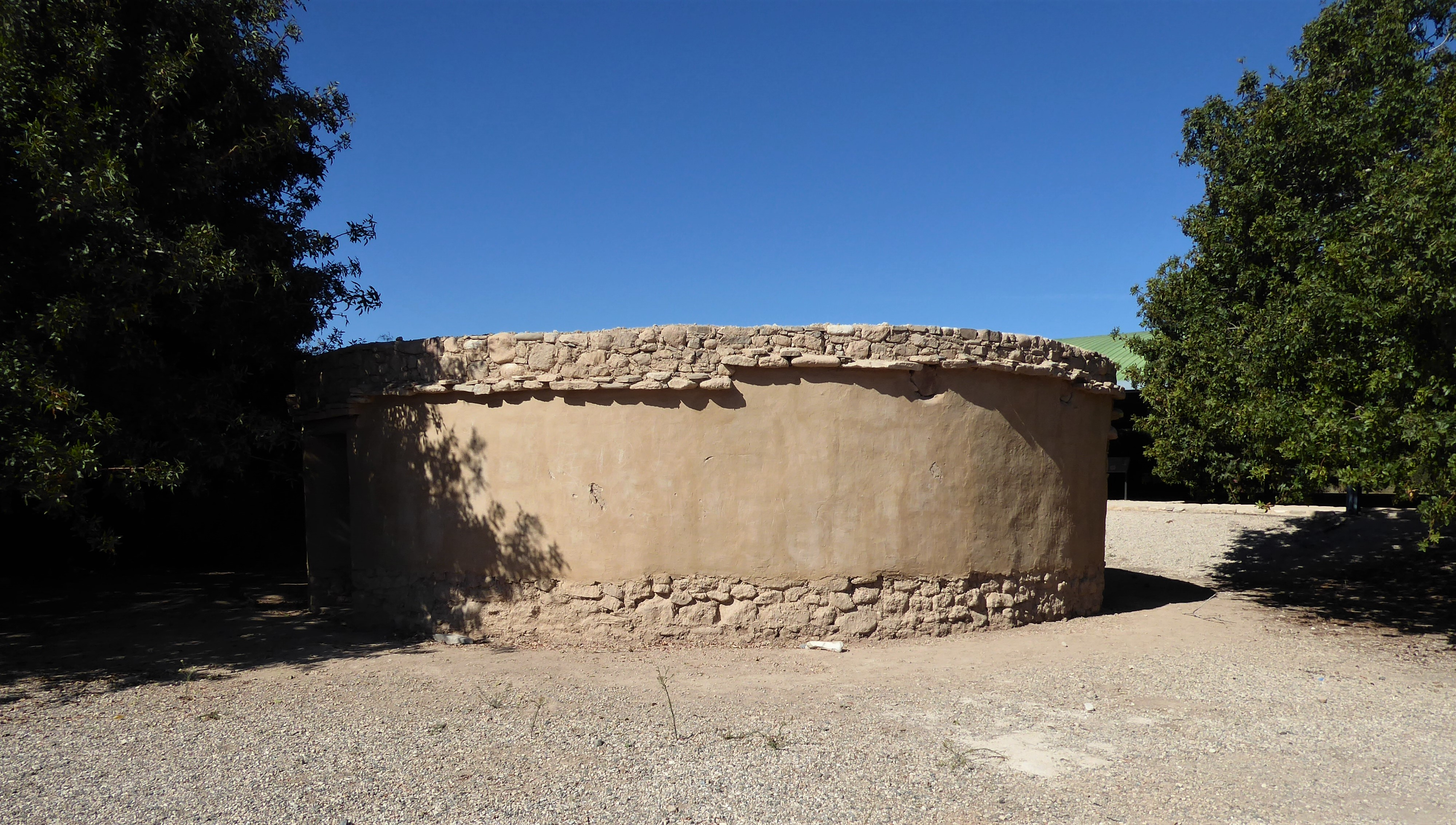
Rekonstruiertes Rundhaus in Kissonerga

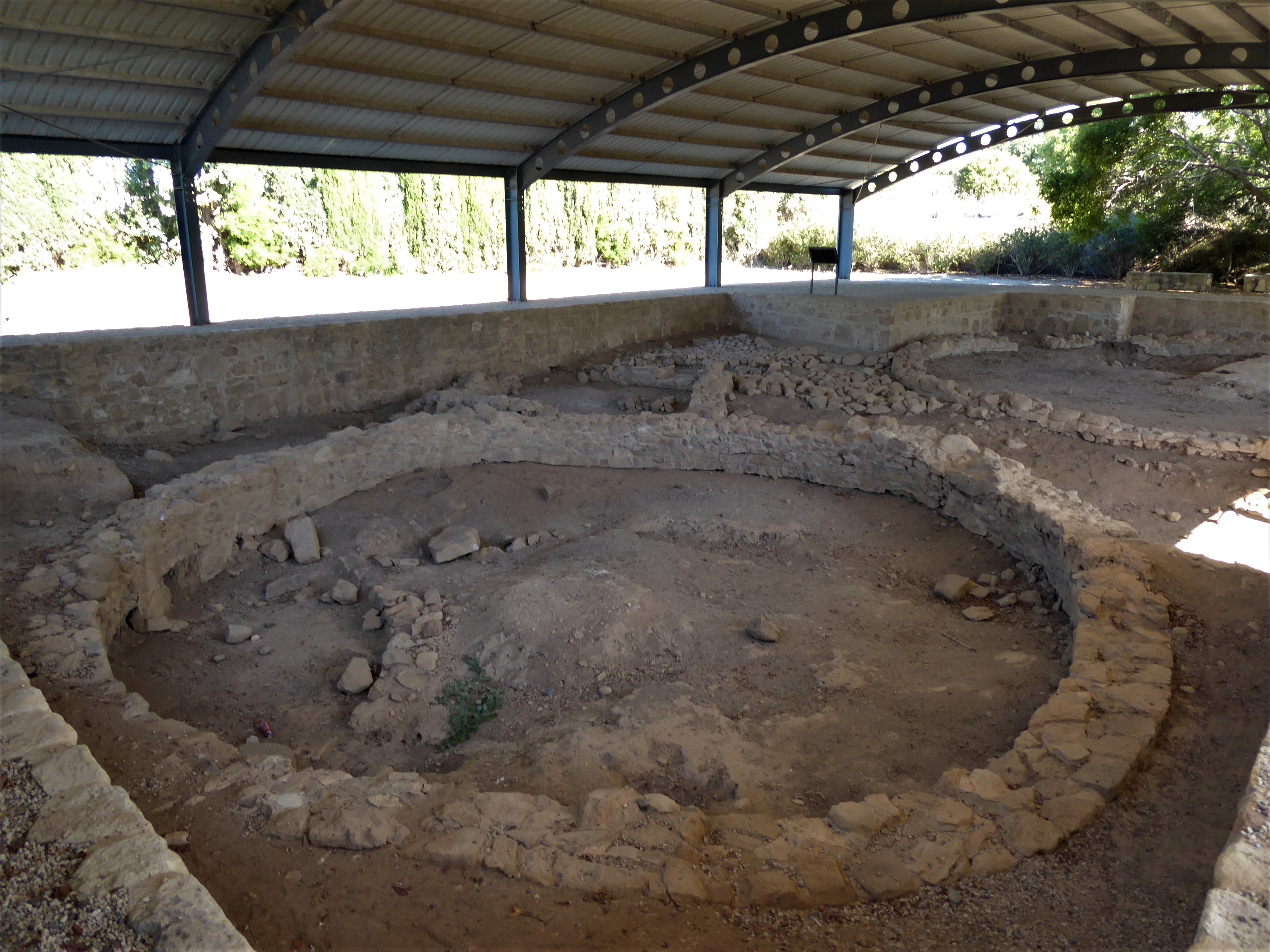
Blick in die Ausgrabung

Kissonerga-Mosphilia (auch oft nur als Mosphilia bezeichnet) ist eine archäologische Ausgrabungsstätte auf Zypern. Der im Westen der Insel nahe der Küste gelegene 10 ha umfassende Ort datiert in die Kupfersteinzeit. Nach diesem Fundort wird die Periode der mittleren Kupfersteinzeit (ca. 3500 bis 2500 v. Chr.) auf Zypern auch als Mosphilia-Periode bezeichnet. Es konnten mehrere Siedlungsphasen unterschieden werden. Besonders gut erhalten waren die Schichten 3 und 4.
Die gefundenen Bauten sind rund und aus Stein erbaut. Sie treten meist paarweise auf. Ein großes rundes Gebäude steht neben einem kleineren. Die Bauten waren im Inneren in verschiedene Bereiche unterteilt. Es gab einen Wohnbereich, dessen Boden meist fester war, einen Kochbereich, einen Arbeitsbereich und Bereiche, wo Werkzeuge und Nahrung gelagert wurden.
Areale im Siedlungsgebiet waren anscheinend als Tempelareale genutzt. In einem dieser zeremoniellen Gebiete, unter der Mauer eines großen Gebäudes, fand sich eine rechteckige Grube, in der sich Steine, Kiesel und organisches Material befanden. Daneben gab es über 50 Objekte aus Stein, Knochen, Muschel und Keramik. Das wichtigste Objekt war eine Schale, die wie ein Haus modelliert war. Das Modell enthielt zehn Steinfiguren, acht Keramikfiguren, das Modell eines Stuhles, eine Muschel und ein kleines menschenförmiges Gefäß. Gebäude 3 aus dem Spätchalkolithikum ist als „Pithos house“ in die Literatur (Edgar Peltenburg 1998) eingegangen. Das durch einen Brand zerstörte Gebäude ist mit neun Metern Durchmesser das größte aus der Periode auf Zypern. Etwa 280 Objekte und 37 Pithoi wurden innerhalb des Gebäudes gefunden. Des Weiteren exotische Fayenceperlen, eines von nur zwei Stempelsiegeln und Beweise für Kupferverarbeitung aus dieser Zeit.
Am Ende der Mittleren Kupferzeit wurde der Ort verlassen und erst wieder in der späten Kupferzeit besiedelt. In dieser Phase gab es zahlreiche kleinere Wohnbauten und ein größeres, das als Wohnort der Dorf-Elite interpretiert wurde. Es fanden sich auffallend viele wertvolle Objekte in dem Bau, wie zahlreiche Steinwerkzeuge und viele Tierknochen, die auf die besondere Bedeutung der Jagd schließen lassen.